# Ayman Odeh

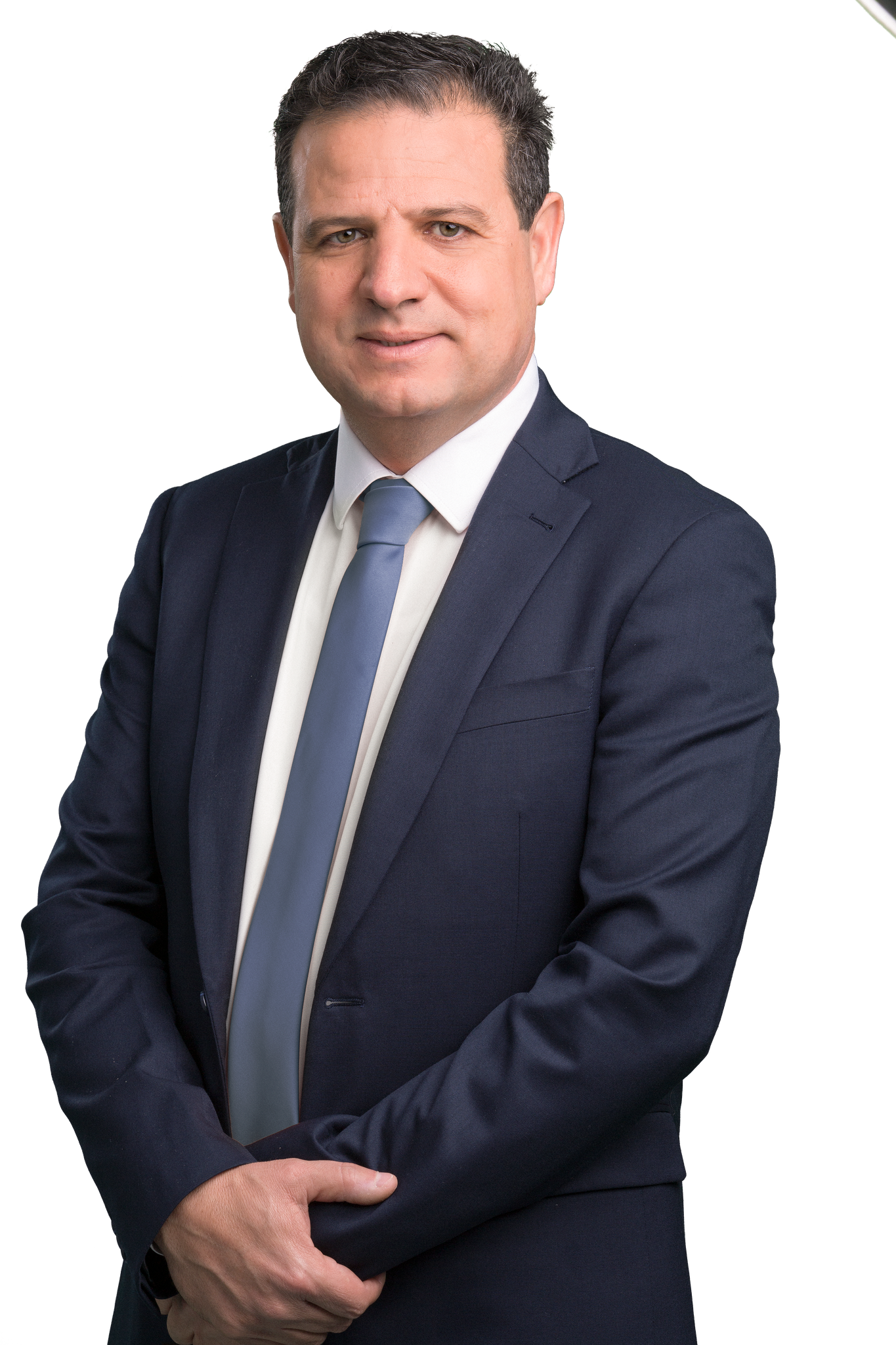
Ayman Odeh (2021)

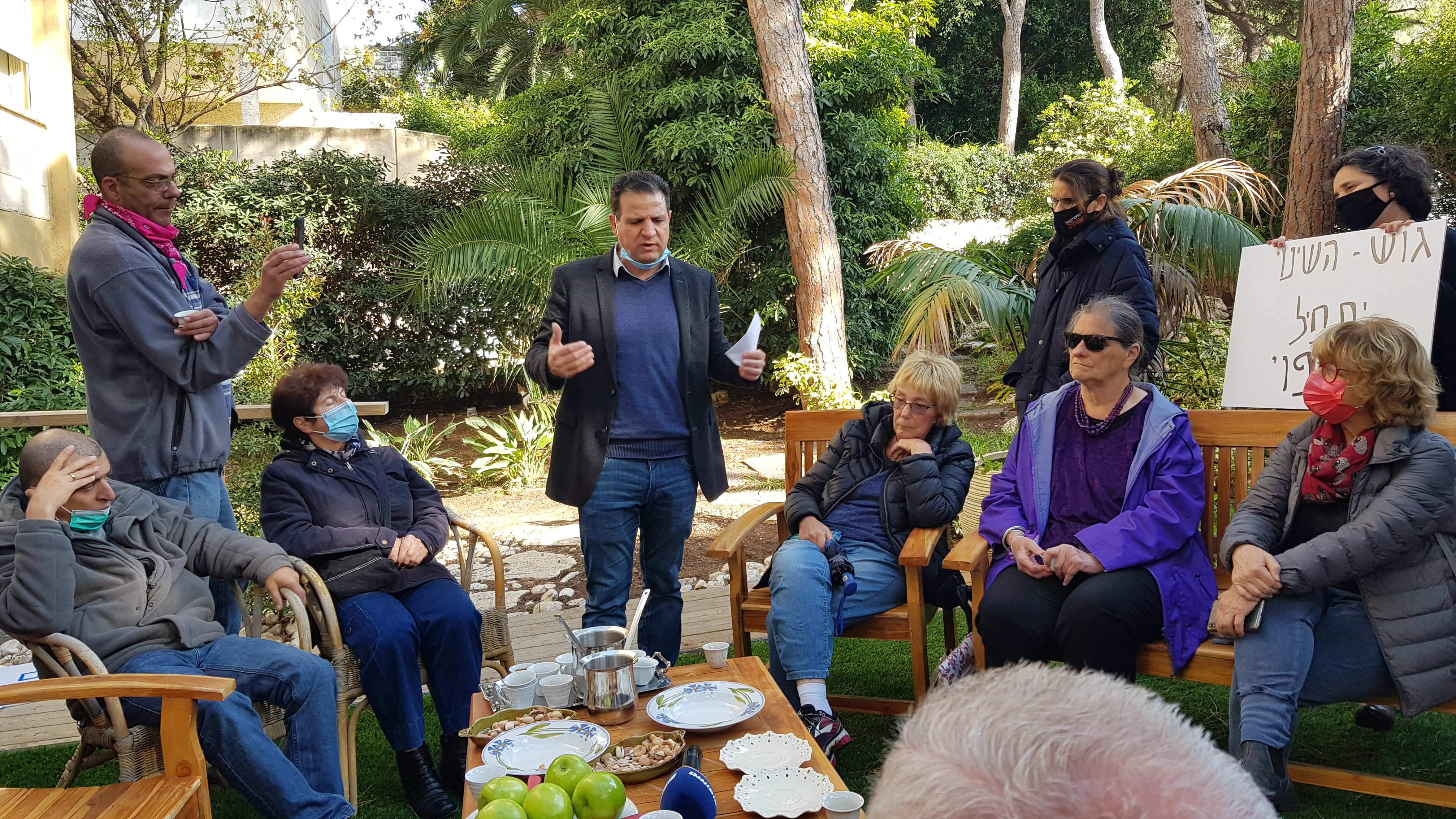
Treffen von Demonstranten mit Odeh in seinem Haus in Haifa am 2. April 2021: er wurde aufgefordert sich für den Regierungswechsel einzutreten, gegen Premierminister Netanjahu. Das Treffen, das mit einer Demonstration begann, fand parallel zu den Demonstrationen vor den Häusern der rechten Politiker Naftali Bennett, Benny Gantz und Gideon Saar.

Ayman Odeh (arabisch أيمن عودة, DMG Ayman ʿAwda; hebräisch איימן עודה; geboren 1. Januar 1975 in Haifa) ist ein israelisch-palästinensischer Anwalt und Politiker der Chadasch.

## Leben
Odeh wuchs in Stadtviertel Kababir, einem gemischten Viertel mit einer Mehrheit von Ahmadiyya-Muslimen ursprünglich aus dem Dorf Ni'lin, der er angehört und einer bedeutenden Minderheit von Juden in Haifa, auf. Die Familie Odeh, baute 1931 die erste Moschee des Viertels, die Mahmud-Moschee, auf dem Berg Karmel. Er besuchte christliche Schulen. Von 1998 bis 2005 war Odeh Mitglied des Stadtrates von Haifa. Als Nachfolger von Mohammad Barakeh ist er gegenwärtig Parteivorsitzender der Chadasch. Bei der Parlamentswahl in Israel 2015 gelang ihm der Einzug in die Knesset. Seit 2015 ist er zudem Parteivorsitzender bzw. Listenführer der anlässlich der Wahlen gegründeten Vereinten Liste aus Balad, Chadasch, Ta'al und Ra'am (Vereinigte Arabische Liste). Er ist mit Nardine Aseli verheiratet und hat drei Kinder.

## Kontroversen
Im April 2022 startete Odeh einen Aufruf an die israelischen Polizeioffiziere, die Waffen niederzulegen und Befehle der «Besatzungsmacht» zu verweigern. In einer Botschaft zum Fastenmonat Ramadan hatte Odeh es als «erniedrigend für einen unserer Söhne» bezeichnet, sich den Sicherheitskräften der Besatzung zuzugesellen... Die palästinensische Flagge werde auf den Mauern Jerusalems wehen, und der Friede werde sich im Lande des Friedens ausbreiten. «Die jungen Leute dürfen sich nicht der Besatzungsmacht zugesellen. Werft die Waffen in ihre Gesichter und sagt ihnen, dass unser Platz nicht bei Euch ist». Daraufhin untersuchten polizeiliche und juristische Instanzen Israels die Frage, ob Ayman Odeh sich mit seinen Äußerungen der Aufhetzung und damit strafbar gemacht habe.

### Umm al-Hiran-Vorfall
Am 18. Januar 2017 wurde Odeh von der israelischen Polizei mit einer Schwammkugel in die Stirn geschossen, als er gegen den Abriss von Häusern im Beduinendorf Umm al-Hiran protestierte. Die Polizei behauptete zunächst, dass er von Steinen getroffen wurde, die von anderen Demonstranten geworfen wurden. Sie machte später einen Rückzieher und behauptete, dass sie nie gesagt hatte, dass Odeh von Steinen getroffen wurde und dass sie nicht wusste, was Odehs Kopfverletzung verursacht hatte.
Forensic Architecture, angeführt von Eyal Weizman von Goldsmiths, University of London, analysierte die Videoaufnahmen von dem Vorfall und kam zu Schluss, dass Odeh von einer Schwammkugel der Polizei getroffen worden war, weil 47 Sekunden Video gelöscht worden waren – genau die Zeit, in der Odeh verletzt wurde.

### Vorfall in der Knesset
Im November 2024 wurde Odeh aus der Knesset geworfen, nachdem er Premierminister Netanjahu beschuldigt hatte, ein „Serienmörder des Friedens“ zu sein. Odeh hatte während seiner Rede den Fall eines Mannes aus Gaza wiedergegeben, dessen Wohnung durch einen israelischen Luftangriff zerstört worden war, während er Geburtsurkunden für seine neugeborenen Zwillinge erhalten habe, wobei sowohl die Säuglinge als auch ihre Mutter getötet worden waren. „Was ist deine Vision? Ein Serienmörder des Friedens“, sagte Odeh, bevor er gewaltsam vom Podium entfernt wurde.
In einem offenen Brief sprachen sich 22 Mitglieder der linken Bundestagsfraktion gegen den Ausschluss Ayman Odehs aus. Das Vorgehen gegenüber Odeh sei „gefährlicher Angriff auf die Meinungsfreiheit und die demokratischen Grundprinzipien“.